# Interactive Advertising Bureau
Interactive Advertising Bureau (IAB) è la principale associazione di categoria che rappresenta oltre 600 aziende di comunicazione e pubblicità in USA e Unione europea.
L'associazione, nata con l'obiettivo di massimizzare l'efficacia della pubblicità e del marketing interattivi, ha condotto varie campagne in favore della pubblicità comportamentale e del tracciamento degli utenti e contro gli ad blocker come ADP.

## Italia
L'associazione è presente in Italia. Il presidente di IAB Italia è Carlo Noseda (M&C Saatchi); il vicepresidente è Aldo Agostinelli (Sky Italia).